# リアリティショック
リアリティショック(英: reality shock)とは新たに職についた労働者などにおける期待と現実との間に生まれるギャップにより衝撃を受けることである。また小川憲彦は組織参加時だけでなく各節目でも発生するとしている。
エドガー・シャインの『キャリア・ダイナミクス』によればen:Everett HughesのMen and Their Work（1958年）で命名された新採労働者が仕事からうける期待とのギャップによるショックのことである。
看護師、幼稚園実習、大学生の学業などで研究されている。